# Irina Palm - Il talento di una donna inglese
Irina Palm - Il talento di una donna inglese (Irina Palm) è un film del 2007 diretto da Sam Garbarski.
La pellicola è stata presentata in concorso al Festival internazionale del cinema di Berlino, interpretata da una matura Marianne Faithfull, ex modella negli anni '60, nota per essere stata la compagna di Mick Jagger, e l'attore balcanico Miki Manojlović, noto per aver lavorato con registi come Emir Kusturica.

## Trama
Maggie è una signora di mezza età di un sobborgo londinese, nonna di un nipotino affetto da una malattia rara: l’unica possibilità di guarigione è un costoso viaggio in Australia, dove è presente un ospedale specializzato. La donna, desiderosa di aiutare il figlio sposato con problemi economici, chiede invano un prestito e poi inizia a cercare un'occupazione, ma data la sua età e l'inesperienza non trova nulla, finché in un locale nella centralissima Soho legge un annuncio in cui si cercano delle "hostess". Si presenta al colloquio ma presto capisce che ciò che ha letto è un eufemismo per indicare delle lavoratrici del sesso.
Il gestore, uno slavo di nome Miki, spiega che l'impiego consiste nel lavorare dietro un glory hole, ovvero masturbare i clienti attraverso un foro nel muro. Maggie non si tira indietro da questa occupazione comunque redditizia e riesce a diventare in poco tempo la professionista più richiesta, assumendo l'allusivo nome d'arte di “Irina Palm”. Fin da subito si attira l'astio della giovane collega Luisa, che viene in seguito licenziata, e la curiosità di Miki, con il quale, dopo le iniziali diffidenze reciproche, stringe amicizia. La grande mole di lavoro le procura anche un dolore al gomito tale da richiedere, per un periodo, una fasciatura.
Il lavoro le permette di racimolare in breve le seimila sterline necessarie per il viaggio e le cure in Australia. Quando suo figlio, padre del bambino, scopre l'esistenza di “Irina” l’affronta sconvolto e ne rifiuta il denaro. L'intervento conciliante della nuora, un tempo in freddi rapporti con Maggie, lo convince a riconsiderare il sacrificio della donna e ad accettare la somma. Se i suoi familiari alla fine la comprendono, le amiche storiche di Maggie, invece, dopo aver saputo del suo lavoro, si allontanano da lei.

## Distribuzione

### Edizione home video
L'edizione in DVD dispone di un finale alternativo dove, tra sogno e realtà, i maturi Miki e Maggie sono divenuti una coppia e vanno a villeggiare nella sontuosa casa di lui sul Mediterraneo.

## Riconoscimenti
- David di Donatello 2008
  - David di Donatello per il miglior film dell'Unione europea
- Nastri d'argento 2008